# Partecipanti all'UAE Tour 2021
Elenco dei partecipanti all'UAE Tour 2021.
L'UAE Tour 2021 è stato la terza edizione della corsa. Alla competizione presero parte 20 squadre: le 19 con licenza UCI World Tour 2021 e 1 UCI ProTeam.
Partenza con 139 ciclisti accreditati.

## Corridori per squadra
Nota: R ritirato, NP non partito, FT fuori tempo, SQ squalificato
| UAE Team Emirates      | UAE Team Emirates      | UAE Team Emirates      | Ineos Grenadiers    | Ineos Grenadiers    | Ineos Grenadiers    | AG2R Citroën Team                  | AG2R Citroën Team                  | AG2R Citroën Team                  |
| ---------------------- | ---------------------- | ---------------------- | ------------------- | ------------------- | ------------------- | ---------------------------------- | ---------------------------------- | ---------------------------------- |
| N°                     | Ciclista               | Clas.                  | N°                  | Ciclista            | Clas.               | N°                                 | Ciclista                           | Clas.                              |
| 1                      | Tadej Pogačar          | 1°                     | 11                  | Adam Yates          | 2°                  | 21                                 | Tony Gallopin                      | 79°                                |
| 2                      | Mikkel Bjerg           | 29°                    | 12                  | Andrey Amador       | 123°                | 22                                 | François Bidard                    | 44°                                |
| 3                      | Davide Formolo         | 23°                    | 13                  | Filippo Ganna       | 106°                | 23                                 | Geoffrey Bouchard                  | 15°                                |
| 4                      | Fernando Gaviria       | 71°                    | 14                  | Daniel Martínez     | R 7ª                | 24                                 | Mathias Frank                      | 54°                                |
| 5                      | Rafał Majka            | 22°                    | 15                  | Brandon Rivera      | 60°                 | 25                                 | Jaakko Hänninen                    | 41°                                |
| 6                      | Jan Polanc             | 33°                    | 16                  | Luke Rowe           | 124°                | 26                                 | Andrea Vendrame                    | 56°                                |
| 7                      | Maximiliano Richeze    | 93°                    | 17                  | Iván Sosa           | 86°                 | 27                                 | Lawrence Warbasse                  | 65°                                |
| Alpecin-Fenix          | Alpecin-Fenix          | Alpecin-Fenix          | Astana-Premier Tech | Astana-Premier Tech | Astana-Premier Tech | Bahrain Victorious                 | Bahrain Victorious                 | Bahrain Victorious                 |
| N°                     | Ciclista               | Clas.                  | N°                  | Ciclista            | Clas.               | N°                                 | Ciclista                           | Clas.                              |
| 31                     | Mathieu van der Poel   | NP2ª                   | 41                  | Aleksej Lucenko     | 51°                 | 51                                 | Wout Poels                         | 19°                                |
| 32                     | Roy Jans               | NP2ª                   | 42                  | Samuele Battistella | 31°                 | 52                                 | Phil Bauhaus                       | 115°                               |
| 33                     | Jasper Philipsen       | NP2ª                   | 43                  | Stefan de Bod       | 24°                 | 53                                 | Damiano Caruso                     | 7°                                 |
| 34                     | Jonas Rickaert         | NP2ª                   | 44                  | Evgenij Gidič       | 88°                 | 54                                 | Jack Haig                          | 30°                                |
| 35                     | Kristian Sbaragli      | NP2ª                   | 45                  | Dmitrij Gruzdev     | 83°                 | 55                                 | Gino Mäder                         | 36°                                |
| 36                     | Gianni Vermeersch      | NP2ª                   | 46                  | Luis León Sánchez   | 20°                 | 56                                 | Jonathan Milan                     | 113°                               |
| 37                     | Louis Vervaeke         | NP2ª                   | 47                  | Matteo Sobrero      | 50°                 | 57                                 | Fred Wright                        | 92°                                |
| Bora-Hansgrohe         | Bora-Hansgrohe         | Bora-Hansgrohe         | Cofidis             | Cofidis             | Cofidis             | Deceuninck-Quick Step              | Deceuninck-Quick Step              | Deceuninck-Quick Step              |
| N°                     | Ciclista               | Clas.                  | N°                  | Ciclista            | Clas.               | N°                                 | Ciclista                           | Clas.                              |
| 61                     | Pascal Ackermann       | 114°                   | 71                  | Elia Viviani        | 74°                 | 81                                 | Sam Bennett                        | 102°                               |
| 62                     | Cesare Benedetti       | 97°                    | 72                  | Rubén Fernández     | 9°                  | 82                                 | João Almeida                       | 3°                                 |
| 63                     | Emanuel Buchmann       | 12°                    | 73                  | Nathan Haas         | 49°                 | 83                                 | Shane Archbold                     | 73°                                |
| 64                     | Patrick Konrad         | 38°                    | 74                  | Rémy Rochas         | 28°                 | 84                                 | Mattia Cattaneo                    | 8°                                 |
| 65                     | Martin Laas            | 122°                   | 75                  | Fabio Sabatini      | 120°                | 85                                 | Iljo Keisse                        | 95°                                |
| 66                     | Michael Schwarzmann    | 116°                   | 76                  | Kenneth Vanbilsen   | 77°                 | 86                                 | Fausto Masnada                     | 10°                                |
| 67                     | Ben Zwiehoff           | 26°                    | 77                  | Attilio Viviani     | 105°                | 87                                 | Michael Mørkøv                     | 66°                                |
| EF Education-Nippo     | EF Education-Nippo     | EF Education-Nippo     | Groupama-FDJ        | Groupama-FDJ        | Groupama-FDJ        | Intermarché-Wanty-Gobert Matériaux | Intermarché-Wanty-Gobert Matériaux | Intermarché-Wanty-Gobert Matériaux |
| N°                     | Ciclista               | Clas.                  | N°                  | Ciclista            | Clas.               | N°                                 | Ciclista                           | Clas.                              |
| 92                     | Stefan Bissegger       | 98°                    | 101                 | Matteo Badilatti    | 42°                 | 111                                | Jan Hirt                           | 37°                                |
| 93                     | Lawson Craddock        | 61°                    | 102                 | William Bonnet      | 110°                | 112                                | Louis Meintjes                     | 18°                                |
| 94                     | Ruben Guerreiro        | 27°                    | 103                 | Alexys Brunel       | 96°                 | 113                                | Wesley Kreder                      | 68°                                |
| 95                     | Sergio Higuita         | 11°                    | 104                 | Matthieu Ladagnous  | 107°                | 114                                | Riccardo Minali                    | 103°                               |
| 96                     | Neilson Powless        | 5°                     | 105                 | Olivier Le Gac      | 55°                 | 115                                | Simone Petilli                     | 53°                                |
| 97                     | James Whelan           | 82°                    | 106                 | Anthony Roux        | R 6ª                | 116                                | Rein Taaramäe                      | 35°                                |
|                        |                        |                        | 107                 | Attila Valter       | 39°                 | 117                                | Kévin Van Melsen                   | 94°                                |
| Israel Start-Up Nation | Israel Start-Up Nation | Israel Start-Up Nation | Jumbo-Visma         | Jumbo-Visma         | Jumbo-Visma         | Lotto Soudal                       | Lotto Soudal                       | Lotto Soudal                       |
| N°                     | Ciclista               | Clas.                  | N°                  | Ciclista            | Clas.               | N°                                 | Ciclista                           | Clas.                              |
| 121                    | Chris Froome           | 47°                    | 131                 | Koen Bouwman        | 34°                 | 141                                | Caleb Ewan                         | 100°                               |
| 122                    | Matthias Brändle       | 101°                   | 132                 | David Dekker        | 70°                 | 142                                | Jasper De Buyst                    | 67°                                |
| 123                    | Alex Dowsett           | 118°                   | 133                 | Chris Harper        | 4°                  | 143                                | Thomas De Gendt                    | 69°                                |
| 124                    | Omer Goldstein         | 57°                    | 134                 | Sepp Kuss           | 16°                 | 144                                | Roger Kluge                        | 109°                               |
| 125                    | André Greipel          | 80°                    | 135                 | Christoph Pfingsten | 58°                 | 145                                | Harry Sweeny                       | 85°                                |
| 126                    | Ben Hermans            | 13°                    | 136                 | Jonas Vingegaard    | 46°                 | 146                                | Tosh Van Der Sande                 | 72°                                |
| 127                    | Rick Zabel             | 78°                    | 137                 | Jos van Emden       | NP4ª                | 147                                | Harm Vanhoucke                     | 25°                                |
| Movistar Team          | Movistar Team          | Movistar Team          | Team BikeExchange   | Team BikeExchange   | Team BikeExchange   | Team DSM                           | Team DSM                           | Team DSM                           |
| N°                     | Ciclista               | Clas.                  | N°                  | Ciclista            | Clas.               | N°                                 | Ciclista                           | Clas.                              |
| 151                    | Alejandro Valverde     | 40°                    | 161                 | Luka Mezgec         | 89°                 | 171                                | Nikias Arndt                       | 59°                                |
| 152                    | Héctor Carretero       | 63°                    | 162                 | Jack Bauer          | 64°                 | 172                                | Thymen Arensman                    | 45°                                |
| 153                    | Iñigo Elosegui         | 91°                    | 163                 | Kevin Colleoni      | 75°                 | 173                                | Cees Bol                           | 121°                               |
| 154                    | Gregor Mühlberger      | 62°                    | 164                 | Tsgabu Grmay        | 43°                 | 174                                | Alberto Dainese                    | 104°                               |
| 155                    | Antonio Pedrero        | 52°                    | 165                 | Kaden Groves        | R 7ª                | 175                                | Mark Donovan                       | 48°                                |
| 156                    | Albert Torres          | 111°                   | 166                 | Michael Hepburn     | 90°                 | 176                                | Søren Kragh Andersen               | 117°                               |
| 157                    | Davide Villella        | 32°                    | 167                 | Nick Schultz        | 14°                 | 177                                | Florian Stork                      | R 6ª                               |
| Team Qhubeka Assos     | Team Qhubeka Assos     | Team Qhubeka Assos     | Trek-Segafredo      | Trek-Segafredo      | Trek-Segafredo      |                                    |                                    |                                    |
| N°                     | Ciclista               | Clas.                  | N°                  | Ciclista            | Clas.               |                                    |                                    |                                    |
| 181                    | Giacomo Nizzolo        | 84°                    | 191                 | Vincenzo Nibali     | 17°                 |                                    |                                    |                                    |
| 182                    | Lasse Norman Leth      | 119°                   | 192                 | Koen de Kort        | 112°                |                                    |                                    |                                    |
| 183                    | Bert-Jan Lindeman      | 81°                    | 193                 | Mattias Skjelmose   | 6°                  |                                    |                                    |                                    |
| 184                    | Matteo Pelucchi        | 108°                   | 194                 | Emīls Liepiņš       | 87°                 |                                    |                                    |                                    |
| 185                    | Domenico Pozzovivo     | 21°                    | 195                 | Matteo Moschetti    | R 6ª                |                                    |                                    |                                    |
| 186                    | Harry Tanfield         | 125°                   | 196                 | Kiel Reijnen        | 76°                 |                                    |                                    |                                    |
| 187                    | Max Walscheid          | 99°                    | 197                 | Antonio Tiberi      | NP3ª                |                                    |                                    |                                    |